# Вербин, Эрнест Александрович
Эрнест Александрович Вербин (род. 11 июля 1934) — советский гребец. Мастер спорта СССР.
Окончил среднюю школу в 1951 году с золотой медалью. Представлял общество «Крылья Советов». В 1952 году 18-летние Вербин и Юрий Сорокин на чемпионате СССР заняли второе место в двойке без рулевого. На турнире на призы газеты «Комсомольская правда» 1953 года Вербин и Сорокин завоевали золото, обойдя при этом призёров Олимпийских игр 1952 года Емчука и Жилина.
Серебряный призёр чемпионата Европы 1953 года в Дании. В 1956 году стал чемпионом СССР в составе восьмёрки. Участник Олимпийских игр 1956 года в Мельбурне (восьмёрка).
Президент Федерации гребли России (1991—1992).